# Бредин
Бредин (њем. Breddin) општина је у њемачкој савезној држави Бранденбург. Једно је од 23 општинска средишта округа Остпригниц-Рупин. Према процјени из 2010. у општини је живјело 1.004 становника. Посједује регионалну шифру (AGS) 12068052.

## Географски и демографски подаци
Бредин се налази у савезној држави Бранденбург у округу Остпригниц-Рупин. Општина се налази на надморској висини од 44 метра. Површина општине износи 44,7 km². У самом мјесту је, према процјени из 2010. године, живјело 1.004 становника. Просјечна густина становништва износи 22 становника/km².